# Bright (pel·lícula de 2017)
|  | Aquest article tracta sobre la pel·lícula de 2017. Vegeu-ne altres significats a «Bright (desambiguació)». |

Bright és una pel·lícula d'acció, policíaca i de fantasia urbana estatunidenca dirigida per David Ayer i escrita per Max Landis. La pel·lícula és protagonitzada per Will Smith, que interpreta un agent de policia del Departament de Policia de Los Angeles, i Joel Edgerton, el seu company; l'argument transcorre en un món poblat per criatures tant humanes com fantàstiques. També hi destaca la participació d'actors com Noomi Rapace, Lucy Fry, Édgar Ramírez o Ike Barinholtz, i va ser publicada mundialment per la plataforma Netflix el 22 de desembre de 2017.

## Argument
En un present alternatiu, on els humans i les criatures fantàstiques, com ara els orcs, les fades, els elfs, els centaures o els nans coexisteixen des del principi dels temps, l'agent humà del Departament de Policia de Los Angeles Daryl Ward (Will Smith) i el seu company orc, Nick Jakoby (Joel Edgerton), s'embarquen en una patrulla nocturna rutinària només per descobrir un antic i poderós artefacte: una vareta màgica, que es considerava que havia estat destruïda, enfrontant-se amb una foscor que, finalment, alterarà el futur del seu món tal com el coneixen.

## Repartiment
- Will Smith com Daryl Ward, policia del Departament de Policia de Los Angeles.
- Joel Edgerton com Nick Jakoby, el primer orc policia i company de Ward.
- Noomi Rapace com Leilah, una elf fosca que busca el control de la vareta màgica.
- Lucy Fry com Tikka, una elf jove que es troba en possessió de la vareta.
- Édgar Ramírez com Kandomere, elf que treballa a la divisió màgica de l'FBI.
- Ike Barinholtz com Gary Harmeyer, policia humà.
- Happy Anderson com Montehugh, agent humà que treballa amb Kandomere.
- Kenneth Choi com l'agent Coleman
- Margaret Cho
- Andrea Navedo com la capitana Perez, policia humana superior de Ward
- Brad William Henke com Dorghu, líder d'una banda d'orcs.
- Dawn Olivieri com Sherri Ward, muller de Daryl.
- Brandon Larracuente com Mike
- Cle Shaheed Sloan com OG Mike
- Alex Meraz com Serafin
- Matt Gerald com Hicks, policia humà
- Enrique Murciano com Poison
- Jay Hernandez
- Veronica Ngo com Tien
- Nadia Gray com Larika

## Banda sonora
La banda sonoram titulada Bright: The Album, va ser publicada per Atlantic Records el 15 de desembre de 2017, només una setmana abans de la publicació oficial de la pel·lícula.
| 1.            | «Broken People» (Logic i Rag'n'Bone Man)                 | Alex da Kid                             | 3:32  |
| 2.            | «World Gone Mad» (Bastille)                              | Smith Mark Crew                         | 3:16  |
| 3.            | «Home» (Machine Gun Kelly, X Ambassadors and Bebe Rexha) | David Pramik Phelps [a]                 | 3:22  |
| 4.            | «Crown» (Camila Cabello i Grey)                          | Grey Louis Bell [c]                     | 3:21  |
| 5.            | «Darkside» (Ty Dolla $ign and Future featuring Kiiara)   | Wiklund JMIKE AC [a] Andrew Bolooki [b] | 3:53  |
| 6.            | «Danger» (Migos and Marshmello)                          | Judge Marshmello                        | 3:34  |
| 7.            | «That's My Nigga» (Meek Mill, YG and Snoop Dogg)         | Viruss Beats                            | 3:19  |
| 8.            | «Smoke My Dope» (Steve Aoki and Lil Uzi Vert)            | Steve Aoki                              | 3:22  |
| 9.            | «FTW (Fuck the World)» (A$AP Rocky and Tom Morello)      | DJ Khalil                               | 2:23  |
| 10.           | «Cheer Up» (Portugal. The Man)                           | D. Sardy Bates [a]                      | 2:46  |
| 11.           | «Hares on the Mountain» (alt-J)                          | Charlie Andrew                          | 3:48  |
| 12.           | «Campfire» (DRAM and Neil Young)                         | Joe London D.R.A.M. Niles [a]           | 3:40  |
| 13.           | «This Land Is Your Land» (Sam Hunt)                      | Zach Crowell                            | 2:34  |
| Durada total: | Durada total:                                            | Durada total:                           | 42:50 |